# گیوجی ماتسوموتو
گیوجی ماتسوموتو (به انگلیسی: Gyoji Matsumoto) بازیکن فوتبال اهل ژاپن و عضو تیم ملی فوتبال ژاپن است که در تاریخ ۲۸ دسامبر ۱۹۵۸ میلادی اولین بازی ملی‌اش را انجام داد. او در ۱ بازی ملی حضور داشت و آخرین بازی ملی خود را در تاریخ ۲۸ دسامبر ۱۹۵۸ میلادی انجام داد. گیوجی ماتسوموتو در بازی‌های ملی‌اش
گلی به ثمر نرساند.